# Saint-Germain-sur-Morin
Saint-Germain-sur-Morin település Franciaországban, Seine-et-Marne megyében. Lakosainak száma 3892 fő (2022. január 1.). Saint-Germain-sur-Morin Bouleurs, Couilly-Pont-aux-Dames, Coutevroult, Magny-le-Hongre, Montry és Villiers-sur-Morin községekkel határos.

## Népesség
A település népessége az elmúlt években az alábbi módon változott:
| Lakosok száma | 3552 | 3561 | 3673 | 3664 | 3755 | 3770 | 3849 | 3881 | 3892 |
|               | 2013 | 2015 | 2016 | 2017 | 2018 | 2019 | 2020 | 2021 | 2022 |